# Je suis timide mais je me soigne
Pour plus de détails, voir Fiche technique et Distribution.
Je suis timide mais je me soigne est une comédie française réalisée par Pierre Richard, sortie en 1978.

## Synopsis
Pierre Renaud, caissier dans un grand hôtel, est atteint d'une timidité maladive. Lorsqu'il tombe amoureux d'Agnès, la gagnante d'un concours, il décide de surmonter sa timidité et suit Agnès pendant tout son voyage, avec l'aide d'un agent matrimonial...

## Fiche technique
- Titre : Je suis timide mais je me soigne
- Réalisation : Pierre Richard
- Scénario : Pierre Richard, Jean-Jacques Annaud et Alain Godard
- Premier assistant réalisateur : Daniel Janneau
- Musique : Vladimir Cosma
- Photographie : Claude Agostini
- Montage : Pierre Gillette
- Son : Bernard Bats
- Maquillage : Phuong Maittret
- Producteur : Albina du Boisrouvray
- Société de production : Albina Productions S.a.r.l. et Fideline Films
- Format : couleur - Ratio 1.66:1
- Pays :  France
- Langue : français
- Genre : comédie
- Durée : 90 minutes
- Sortie : 23 août 1978

## Distribution
- Pierre Richard : Pierre Renaud
- Aldo Maccione : Aldo Ferrari
- Jacques François : Monsieur Henri
- Mimi Coutelier : Agnès Jensen
- Catherine Lachens : la routière
- Robert Dalban : le garagiste
- Jean-Claude Massoulier : Gilles, le speaker
- Jacques Fabbri : le routier
- Robert Castel : « Trinita »
- Raoul Delfosse : le chauffeur de la 404
- Sylvie Folgoas : Bilda
- Gilbert François : le garçon rythmeur
- Francis Lax : le sommelier
- Jean-Louis Le Goff : Albert
- Hélène Manesse : Irène
- Louis Navarre : le chef de rayon
- Elisabeth Rambert : la jeune fille
- Dominique Vallée : la fille du garagiste
- Sonia Vareuil : Françoise
- Jacob Weizbluth : le garçon tarificateur
- Charly Bertoni : le joueur de pétanque no 1 (non-crédité)
- Gérard Dauzat : le directeur à Deauville (non-crédité)
- Jean-Pierre Lorrain : le directeur du Negresco (non-crédité)
- Jean Marsiglia : le joueur de pétanque no 2 (non-crédité)
- André Penvern : un homme (non-crédité)
- Claude Rossignol : un joueur de pétanque
- Daniel Auguste : un joueur de pétanque
- Emile Martin : un joueur de pétanque

## Autour du film
Avec 2 534 702 entrées, le film est un succès commercial, Pierre Richard reformera son duo avec Aldo Maccione l'année suivante dans C'est pas moi, c'est lui.
Le tournage du film s'est déroulé à Vichy dans l'Allier, à Nice sur la promenade des Anglais et dans l'hôtel Negresco, et au Casino de Deauville pendant les semaines d'hiver et dans cette ville de Basse-Normandie.
Plusieurs musiques du film ont été reprises dans d'autres films : la musique d'ambiance du bar a été reprise en 1979 dans le film Cause toujours... tu m'intéresses ! avec Jean-Pierre Marielle et Annie Girardot, celle de la promenade d'Agnès au bord de la mer à Nice a été reprise en 1981 dans le film érotique Les Folies d'Élodie (Vladimir Cosma signant d'un pseudonyme), celle où Pierre Richard fait du char à voile a été reprise dans La Boum de Claude Pinoteau et celle de la boite de nuit, Get it together, est reprise par Cook Da Books dans La Boum 2.